# Parłówko
Parłówko is een plaats in het Poolse district  Kamieński, woiwodschap West-Pommeren. De plaats maakt deel uit van de gemeente Wolin en telt 30 inwoners.

## Verkeer en vervoer
- Station Parłówko